# Захар Аркас
Захар или Захарий Андреевич Аркас (на руски: Захар, Захарий Андреевич Аркас) е руски офицер, историк и археолог от гръцки произход, генерал-лейтенант от Военноморския флот (1860).

## Биография
Аркас е роден в 1793 година в македонската паланка Литохоро, която тогава е в Османската империя. Баща му Андреас Аркас (1766-1825), син на гръцки свещеник от Патра, емигрира в Русия, става дворянин и преподава древни езици и история в щурманското училище в Николаев. Брат е на адмирал Николай Аркас (1816 - 1881). Получава класическо образование при баща си. В 1806 година постъпва като доброволец в Руския черноморски флот. В 1811 година постъпва в Николаевското щурманско училище и след завършването си в 1816 г., е произведен в мичман и започва служба в 41-ви флотски екипаж. Участва в Руско-турската война (1828 - 1829) и се отличава при бомбардировката и превземането на Варна през септември 1828 година. Участва в отряда на Иван Скаловский в сражението при Пендераклия. За образцова служба и участието в няколко морски сражения нееднократно е награждван. В 1836 година за 25 години офицерска служба е награден с орден „Свети Георги“ ІV клас.
В 1838 година се уволнява по здравословни причини с чин лейтенант. Установява се в Севастопол, където е председател на Севастополския статистически комитет и попечител на местната църква „Св. св. Петър и Павел“. По-късно е председател на комисията по построяване на храма „Свети Владимир“, инспектор на девическото училище за дъщерите на долните чинове на черноморското ведомство, инспектор на севастополската карантина. В 1851 година е назначен за директор на Севастополската морска библиотека с възстановяване на действителна военна служба с чин генерал-майор. Аркас преустройва образцово библиотеката. Преди началото на Обсадата на Севастопол, Аркас пренася библиотеката в Николаев. Излиза в оставка в 1860 година като генерал-лейтенант. Умира в Николаев на 23 март 1866 година.

## Творчество
Съчиненията му са малко и се отнасят изключително към историята и археологията на Новорусийския край и Черноморския флот и всички са печатани в „Записках Имп. Одесск. общ. ист. и древностей“. От тях най-важно е „Описание Ираклийского полуострова и древностей его. История Херсонеса“ („Записки“, т. II, стр. 245—271 и отделна брошура в 1879 г. в Николаев) с приложение на планове. Съчинението и до днес има научно значение. Други трудове на Аркас са „Сравнительная таблица эллинских поселений по Евксинскому понту“ („Записки“, т. III, стр. 144—150) и „Начало учреждения российского флота на Черном море и действия черноморского флота с 1788—1866 гг.“ („Записки“, т. IV—V).
Неиздадени са следните исторически материали на Аркас: 1) Дневник, воден през Руско-турската война от 1828—1829 година на корабите „Императрица Мария“ и „Йоан Златоуст“. 2) Първоначално формиране на Руския флот на Азовско море (1695—1778 г.). 3) Предположения на княз Потьомкин за Черноморския флот, представени на граф Зубов. 4) Откъс от дневника, воден на кораба „Рождество Христово“ при сражението между Хаджибей и Тендра в 1790 г. и 5) Копие на рапорта на контраадмирал Ушаков до княз Потьомкин за сражението при нос Калиакра на 5 август 1791 года.